# Friedrich Koncilia
Friedrich Koncilia (n. 25 februarie 1948, Klagenfurt, Austria) este un fost fotbalist austriac.
În cariera sa, Koncilia a evoluat la FC Wacker Innsbruck și FK Austria Wien. Între 1970 și 1985, Koncilia a jucat 85 de meciuri pentru echipa națională a Austriei. Koncilia a jucat pentru naționala Austriei la două Campionate Mondiale: în 1978 și 1982.

## Statistici
| Austria | Austria | Austria |
| An      | Meciuri | Goluri  |
| ------- | ------- | ------- |
| 1970    | 3       | 0       |
| 1971    | 0       | 0       |
| 1972    | 1       | 0       |
| 1973    | 5       | 0       |
| 1974    | 1       | 0       |
| 1975    | 7       | 0       |
| 1976    | 8       | 0       |
| 1977    | 8       | 0       |
| 1978    | 11      | 0       |
| 1979    | 8       | 0       |
| 1980    | 4       | 0       |
| 1981    | 3       | 0       |
| 1982    | 9       | 0       |
| 1983    | 6       | 0       |
| 1984    | 7       | 0       |
| 1985    | 4       | 0       |
| Total   | 85      | 0       |